# プリンスエドワード島
座標: 北緯46度20分 西経63度22分 / 北緯46.333度 西経63.367度

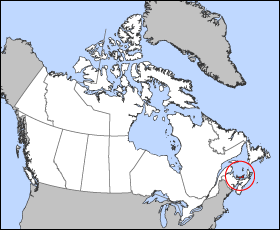
プリンスエドワード島（図右の赤い部分）

プリンス・エドワード島（Prince Edward Island、略称PEI）は、1543年にフランスの探検家ジャック・カルティエによって発見された、カナダの東海岸、セントローレンス湾に浮かぶ島で、同名のカナダの州（Province）の1つであるプリンスエドワードアイランド州を構成する。
プリンスエドワードアイランド州はカナダの州の中では面積、人口共にもっとも小さいが、愛媛県とほぼ同じ広さ（東京都の約3倍）である。気候は温暖にして、土地は赤土で肥沃である。
州都はシャーロットタウン。総面積、5,660km2。州の総人口は13万9,000人（2001年）。同様にカナダ沿海州であるニューブランズウィック州とはノーサンバーランド海峡で隔てられる。ただし、この海峡には1997年にコンフェデレーション橋が架けられ、プリンスエドワード島のボーデン＝カールトン（Borden-Carleton）とニューブランズウィック州のケープ・ジューリマン（Cape Jourimain）とを結んでいる。
西部には大きなラグーンであるマルペケ湾がある。湾内にはアマモの藻場があり、フエコチドリ、アメリカコガモなどに食餌を提供しており、アメリカガキなどの重要な生育場でもある。湾内の島々は多くの海鳥の営巣地であり、秋にはオオアオサギ、ミミヒメウ、春と秋にはカナダガンが多く見られる。1988年にラムサール条約登録地となった。
この島の特産はジャガイモであるが、それ以上に『赤毛のアン』シリーズを書いたL・M・モンゴメリが住んでいた島として名高い。その縁で、夏場は観光客で賑わう。日本からの観光客も多い。
カナダが独立する際に、カナダ建国会議が開かれたという由緒ある歴史の島という顔も持っている。

## 観光の名所
- シャーロットタウン

カナダの連邦政府発祥の地。カナダ建国会議が開かれた会場はプロビンスハウス。また、コンフェデレーション・センター・オブ・アートで毎年ミュージカル「赤毛のアン」が上演される。
- キャベンディッシュ（英語版）

「赤毛のアン」の主舞台となる町・アボンリーのモデル。グリーンゲーブルスハウスがある。プリンスエドワード国立公園、アボンリービレッジパーク（ミニテーマパーク）、キャベンディッシュ・セメタリー（モンゴメリの墓所がある）などがある。
- パークコーナー

シルバーブッシュ・銀の森屋敷（『パットお嬢さん』に登場する家）、モンゴメリ・ヘリテイジ博物館（炉辺荘のモデル）などがある。
- ストラスガートニー州立公園（英語版）

島の南部、入り江のほとりにある州立公園。

## プリンス・エドワード島の風景

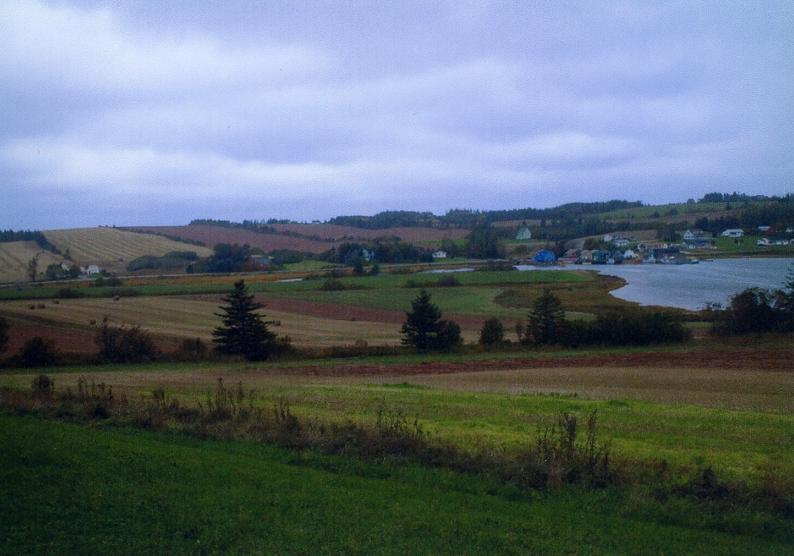
プリンスエドワード島の風景（2005年10月）
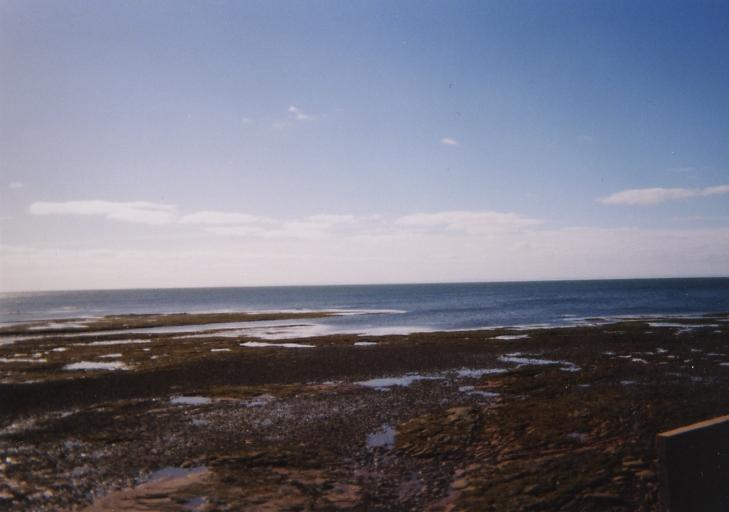
プリンスエドワード島から望む北大西洋（2005年10月）
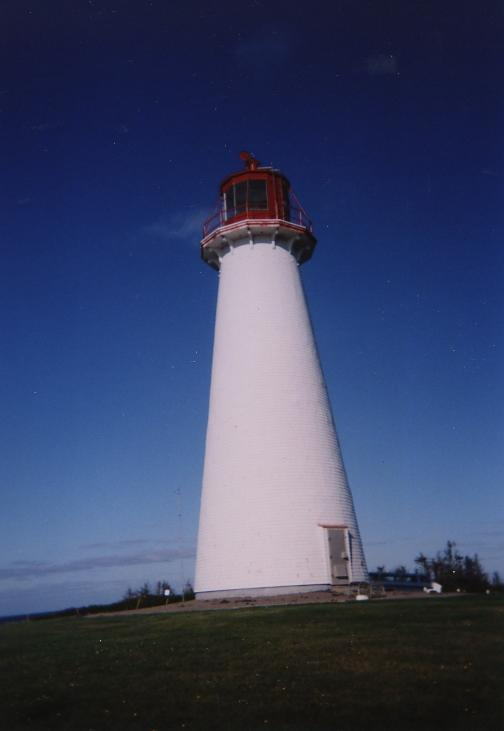
プリム灯台（2005年10月）
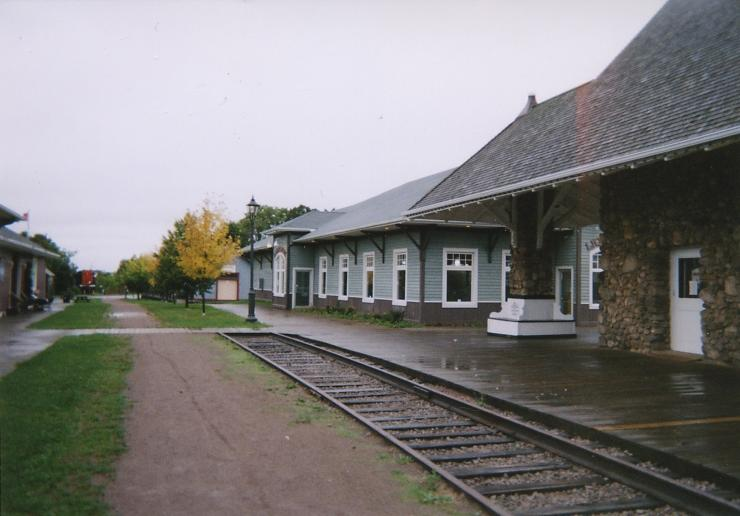
ケンジントン駅 (現在は廃線 2005年10月）
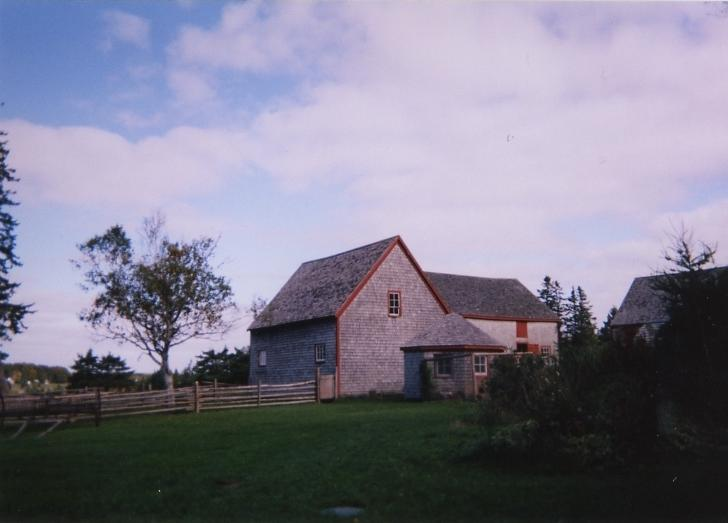
オーウェル歴史村（2005年10月）
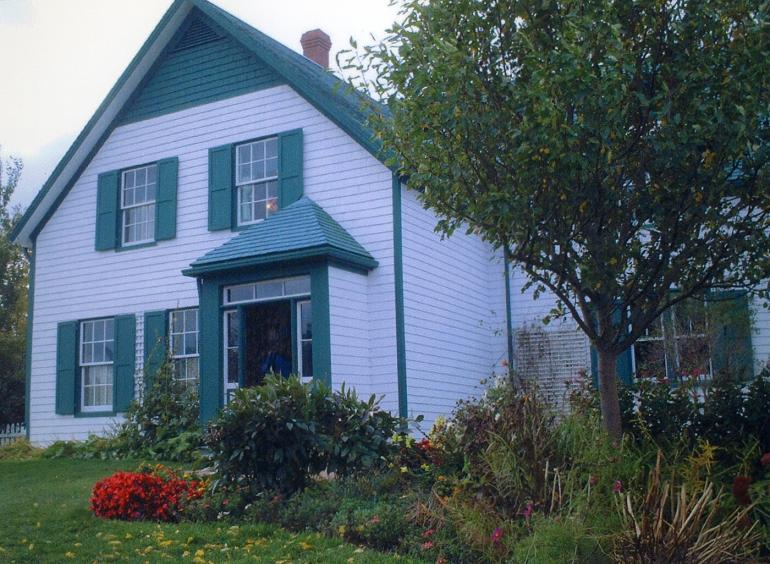
赤毛のアンの家のモデルとなった家（2005年10月）
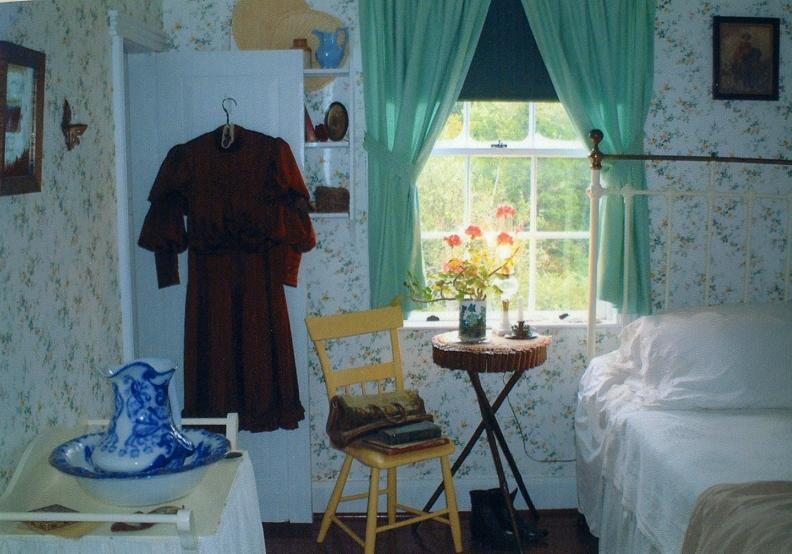
赤毛のアンの家のモデルとなった家の内部（2005年10月）
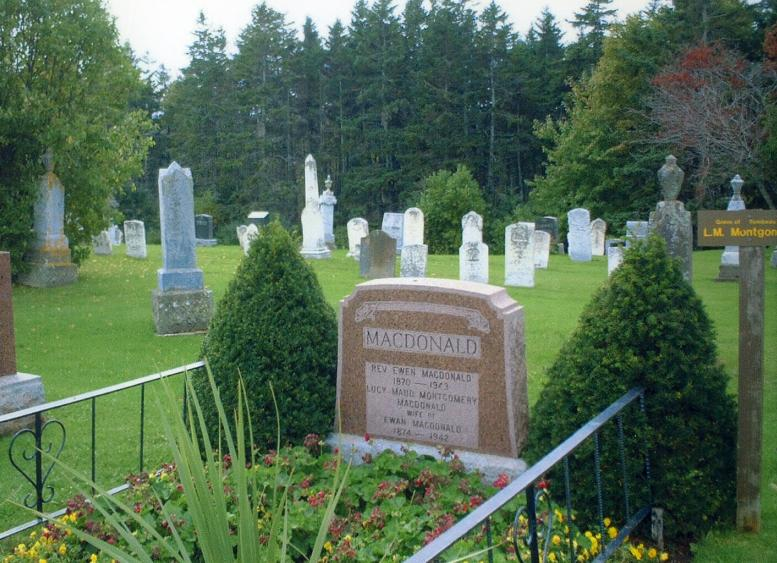
赤毛のアンの作者L・M・モンゴメリーの墓（2005年10月）